# Dân Chủ, Hạ Long
Dân Chủ là một xã thuộc thành phố Hạ Long, tỉnh Quảng Ninh, Việt Nam.
Xã Dân Chủ có diện tích 27,27 km², dân số năm 1999 là 5.215 người, mật độ dân số đạt 320 người/km².